# 上山遗址
上山遗址位于中国浙江省浦江县黄宅镇渠北村的新石器时代早期遗址，位於浦阳江上游，是上山文化的主要構成部分。上山遗址于2000年被发现，2001年、2004年、2005年先后三次发掘。周圍地勢平坦，海拔50米左右，遺址所在的小山丘的相對高度約3-5米。发掘面积约1800平方米。遗存年代从新石器时代延续至唐宋以后。遗址出土有石器、陶器、房屋和灰坑遗迹，以及早期栽培稻遗存等。据C14鉴定，栽培稻遗存的时代距今11400年至8400年，“万年稻”改写了世界稻作文明史。，以圆石球、不规则扁长体的“磨棒”、形体较大的“石磨盘”，以及夹炭红衣陶器为基本特征。陶器多厚胎，表层多有红衣，低温烧制，胎体可见明显的稻谷壳粒。谷壳长度比野生稻短，宽度比野生稻大，是早期人工栽培稻遗存。
2006年11月7日，在浙江省浦江县举行的中国第四届环境考古学大会暨上山遗址学术研讨会举行新闻发布会将以上山遗址为代表的考古学文化命名为上山文化。2006年列入第六批全国重点文物保护单位。2013年6月9日，浙江省文物局公布其为第一批省级考古遗址公园。
上山遺址發現距今一萬年的稻米酒。

## 图片
- 上山遗址（东侧遗址）外景
- 上山遗址（东侧遗址）
- 上山遗址（西侧遗址）外景
- 上山遗址（西侧遗址）
- 陶大口盆，上山遗址出土
- 上：石磨棒，下：石磨盘，上山遗址出土
- 带谷壳的陶片，上山遗址出土
- 双耳陶罐，上山遗址出土